# 阿戈讷地区日夫里
阿戈讷地区日夫里（法語：Givry-en-Argonne，法語發音：[ʒivʁi ɑ̃.n‿aʁɡɔn]），法国东北部市镇，位于大东部大区马恩省，隶属于香槟沙隆区，其市镇面积为7.66平方公里，2022年1月1日时人口数量为451人，在法国城市中排名第17,477位。
阿戈讷地区日夫里位于马恩省东部，阿戈讷地区西侧，是一个区域性的中心集镇，多条公路在此交汇。

## 地名来源
“Givry”一名可能出自拉丁语“Gabriacum”，意为“有狍群栖息的林地”；“-en-Argonne”这一后缀自1801年起成为当地官方名称的一部分。
此外，因翻译标准不同，“Givry-en-Argonne”在部分中文资料中又被译为日夫里昂纳戈讷。

## 历史

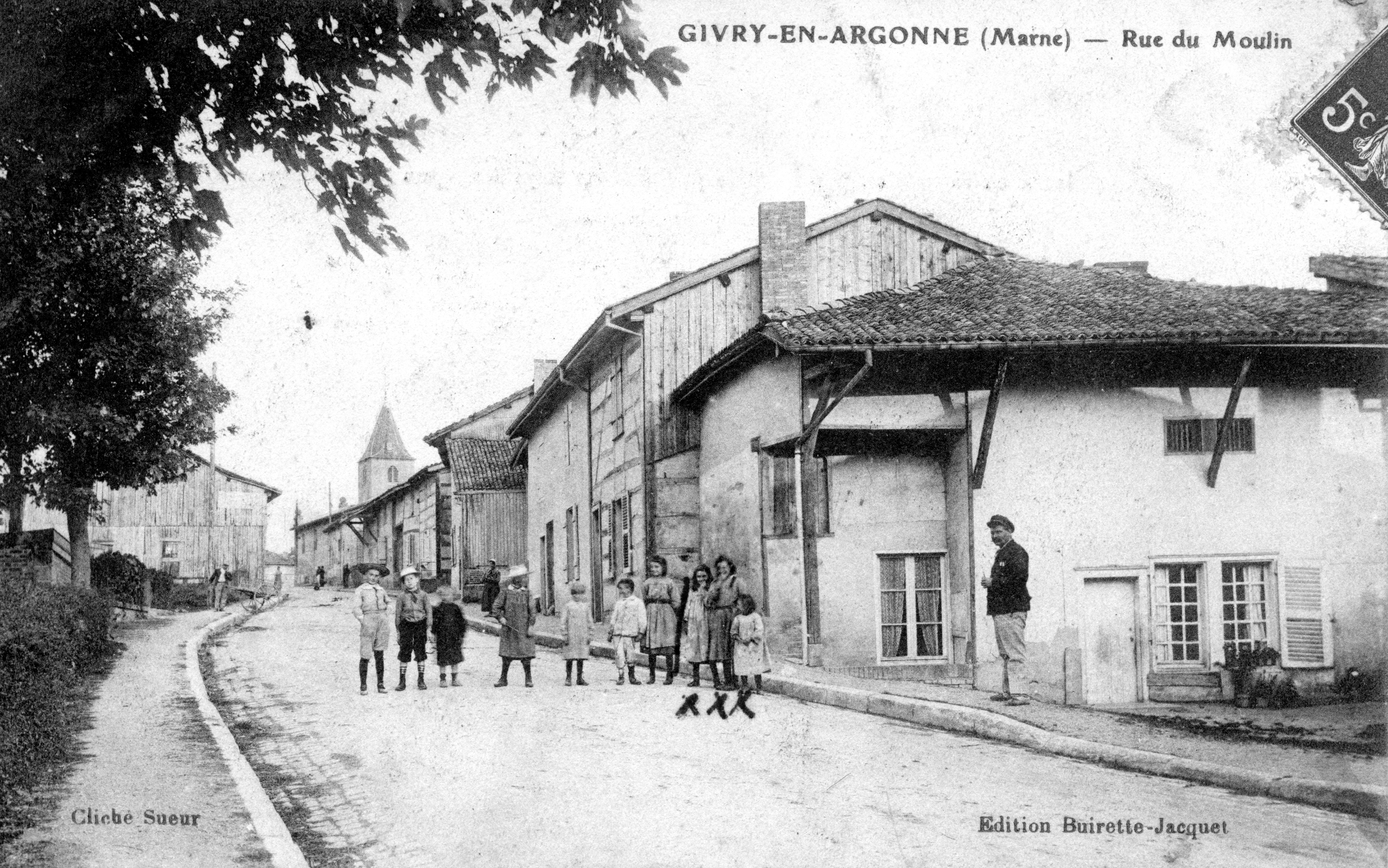
1910年的阿戈讷地区日夫里

阿戈讷地区日夫里的早期历史尚不清楚。根据当地历史学家路易-朱利安·布鲁永先生（Louis-Julien Brouillon）的论述，公元13世纪时，日夫里为凡尔登圣瓦纳修道院的一处领地，当地领主于公元1229年为日夫里居民颁发贸易许可宪章。16世纪时，得益于商业的发展，日夫里的人口数量有所增加。法国大革命后，日夫里成为马恩省的一个市镇。工业革命期间，途径阿戈讷地区日夫里的阿马涅-吕基—勒维尼铁路建成通车。两次世界大战期间，阿戈讷地区日夫里均遭到破坏。法国政治家亨利·帕蒂泽尔曾于1929至1959年担任阿戈讷地区日夫里市长职务。1969年，阿马涅-吕基—勒维尼铁路全线关闭。
在行政区划方面，1993至2013年间，为阿戈讷地区日夫里地区市镇公共社区的办公驻地；2017年，阿戈讷地区日夫里所处的圣默努区整体并入香槟沙隆区。

## 地理

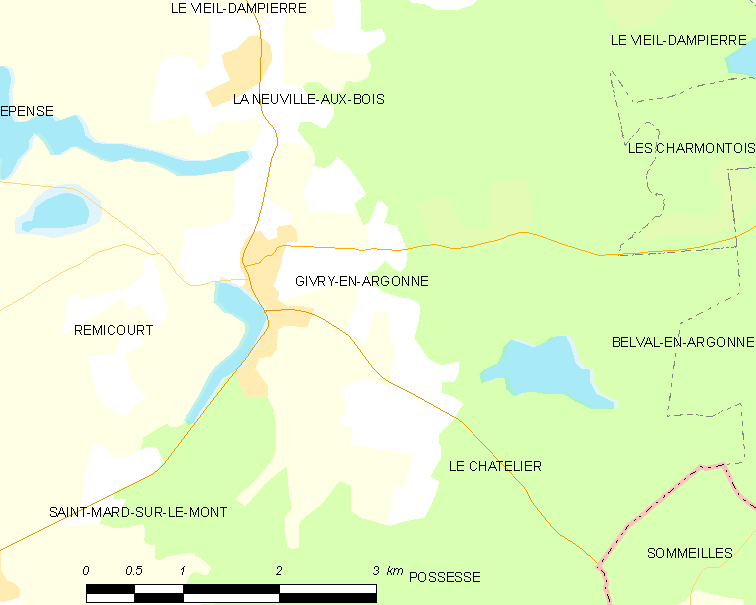
阿戈讷地区日夫里市镇范围地图

阿戈讷地区日夫里位于法国东北部，大东部大区中西部和马恩省东部，距离省会香槟沙隆大约44公里。与阿戈讷地区日夫里接壤的市镇包括：拉讷维尔欧布瓦、雷米库尔、圣马尔叙勒蒙和勒沙特利耶。

### 地形
阿戈讷地区日夫里位于阿戈讷山地西侧，境内以平原和浅丘为主，市镇中心地势较为平坦，全境海拔在158到185米之间。

### 水文
阿戈讷地区日夫里位于塞纳河流域范围内，昂特河自南向西北流经市镇西侧，该河建有人工水坝，并由此形成了一处湖泊。

### 植被
阿戈讷地区日夫里属于温带阔叶混交林区，林地多分布于河流附近以及市镇范围内的东部地区。
在鲜花城市的评比中，阿戈讷地区日夫里暂未被评级。

### 气候
阿戈讷地区日夫里在柯本气候分类法中属于带有一定大陆性特征的温带海洋性气候（Cfb）。

## 行政区划
阿戈讷地区日夫里的市镇编号为51272，邮政编号为51330。
在行政管理方面，阿戈讷地区日夫里隶属于法国大东部大区马恩省香槟沙隆区；在地方选举方面，阿戈讷地区日夫里隶属于阿戈讷-叙普-韦勒县，其市镇范围全境被划入马恩省第四选区；在社会管理方面，阿戈讷地区日夫里是香槟阿戈讷市镇公共社区的组成部分。
截至2023年10月，阿戈讷地区日夫里市镇范围内暂无任何城市敏感街区及城市政策优先街区。
法国国家统计与经济研究所（简称）在进行数据统计时，未将阿戈讷地区日夫里划入任何城市核心区（Unité urbaine）、城市区（Aire urbaine）及城市辐射区（Aire d'attraction）内。此外，还将阿戈讷地区日夫里市镇整体看作一个“块区”（IRIS），以便于统计人口分布情况。

## 交通

### 公路
马恩省省道D54线、D902线和D982线在阿戈讷地区日夫里境内交汇。
2020年，67.1%的阿戈讷地区日夫里家庭拥有至少一辆私人汽车。2017年，阿戈讷地区日夫里境内共发生各类交通事故1起，造成1人重伤。
| 26 | 16 |

| 香槟沙隆 | 45 |

| 维特里勒弗朗索瓦 | 36 |

| 圣默努 | 17 |

### 铁路
距离阿戈讷地区日夫里最近的运营中的客运铁路车站为19公里外的勒维尼站，该站停靠往返于埃佩尔奈和南锡一线的区域列车，部分车次可直通吕内维尔。

### 航空
距离阿戈讷地区日夫里最近的民用航空站为72公里外的沙隆机场。

### 城市公共交通
截至2023年10月，阿戈讷地区日夫里暂无城市公共交通系统。

## 政治
阿戈讷地区日夫里的现任市长为安托万·布尔基尼翁先生（Antoine BOURGUIGNON），他是一名无党派人士，在2020年的市政选举中获得了100%的支持率（无其他候选人）。
在2022年的法国总统大选中，法国极右翼政党国民阵线主席玛丽娜·勒庞在阿戈讷地区日夫里获得了54.22%的支持率。

## 人口
2020年，阿戈讷地区日夫里市镇人口数量为457，在法国排名第17,477位。其中男性237人，女性220人，75岁及以上人口占8.2%，外籍人口数量为8人，人口密度为60人/平方公里，当地居民被称为（男性）或（女性）。2021年，阿戈讷地区日夫里境内出生2人，死亡人口3人。
| 阿戈讷地区日夫里1901年－2020年人口变化情况 |
|                                            |
| 数据来源：Cassini、INSEE                   |

## 经济
阿戈讷地区日夫里是一个区域性的中心城市。截至2023年10月，阿戈讷地区日夫里市镇范围内共有各类用人单位（包含自雇）80家，比上一年增加了1家。

## 财政与居民收入
2021年，阿戈讷地区日夫里的财政收入总额为362,660欧元，财政支出总额为204,230欧元，当年的债务总额为24,030欧元。2021年，阿戈讷地区日夫里市镇通过增值税获得8,590欧元的收入，此外当地还共获得了25,590欧元的国家直接财政补助。
2019年，阿戈讷地区日夫里的人均月收入总额为1,640欧元，低于法国平均水平（2,303欧元）。
2020年，阿戈讷地区日夫里境内的青壮年（15至64岁）失业率为16.5%；2022年，当地32.2%的家庭拥有纳税资格，平均纳税2,775欧元，低于法国平均水平（4,393欧元）。

## 社会事务

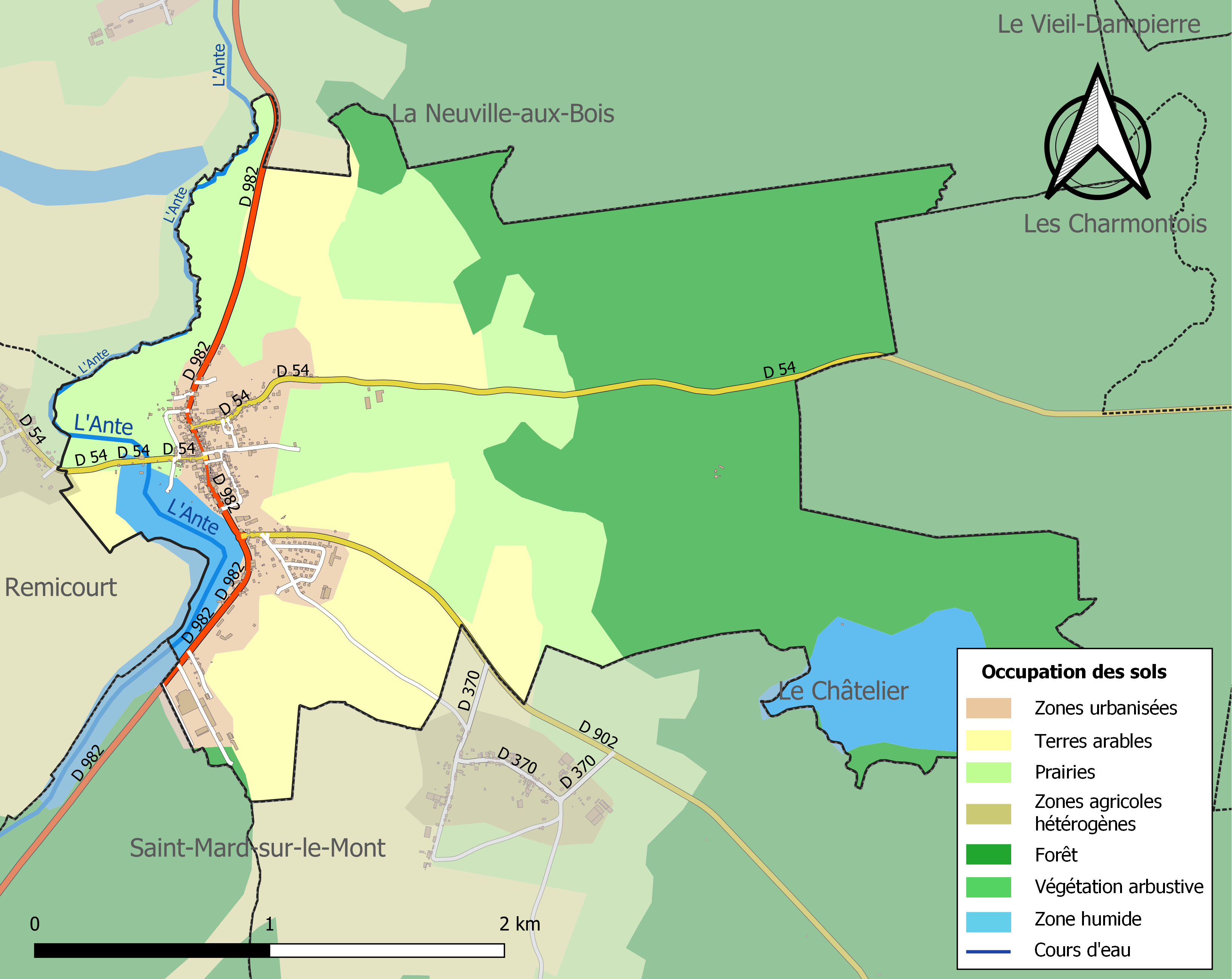
阿戈讷地区日夫里土地利用情况地图

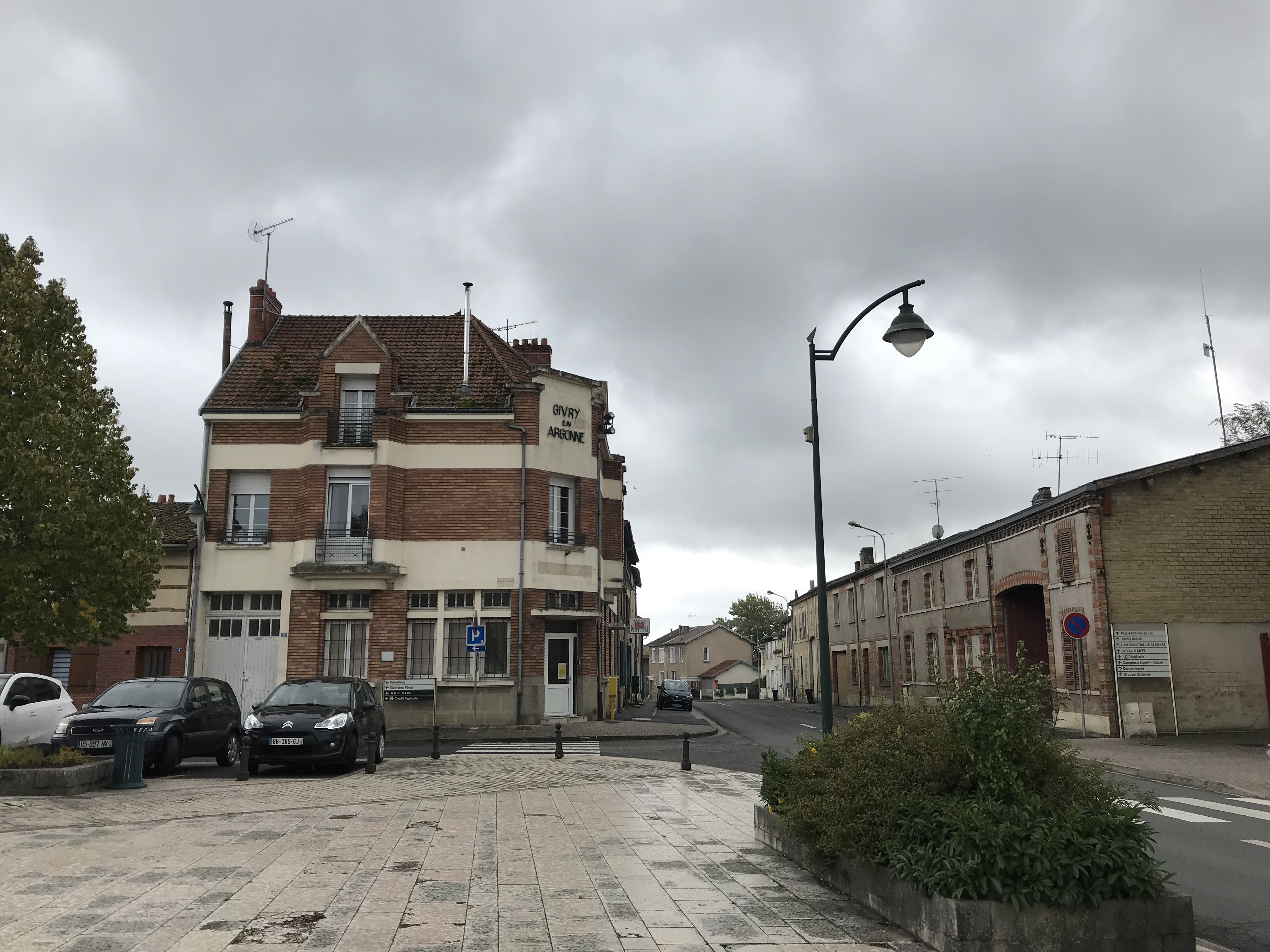
邮局

### 教育
阿戈讷地区日夫里属于兰斯学区。截至2021年1月1日，阿戈讷地区日夫里境内共有1所小学。

### 医疗
截至2021年1月1日，阿戈讷地区日夫里境内共有保健师1名、牙医1名、护士1名和药房1家。
距离阿戈讷地区日夫里最近的区域性医疗机构为阿戈讷中心医院（Centre Hospitalier d'Argonne），其主病区位于圣默努，距离阿戈讷地区日夫里市区的正常车程大约18分钟，该院设有床位268个，是当地规模最大的公立综合性医院。

### 住房
2020年，阿戈讷地区日夫里境内共有各类住房286套，其中86.4%为独立式居民区，12.9%为集中式居民区。常住房屋占阿戈讷地区日夫里市镇范围内居民建筑总量的75.5%。
在住房保障政策方面，2022年，阿戈讷地区日夫里境内共有36户家庭获得了住房经济补助，受益人数占总人口数量的6.6%，其中32份为房租补助。

### 商业
2021年，阿戈讷地区日夫里境内共有各类实体商铺9家，其中餐厅1家、杂货店1家、面包房1家、肉铺1家、美容美发店2家、汽车维修店1家。镇中心建有一家家乐福便民超市。

### 体育
2021年，阿戈讷地区日夫里境内共有1间体育馆、2处足球或橄榄球场以及1处篮球或排球场。
截至2023年10月，阿戈讷地区日夫里境内暂无任何注册足球俱乐部。

### 环境
阿戈讷地区日夫里的环境事务由其所属的香槟阿戈讷市镇公共社区联合各级政府协调负责。2021年，阿戈讷地区日夫里境内共有1家污染企业。

### 治安
2021年，阿戈讷地区日夫里市镇范围内有1处宪兵队。
阿戈讷地区日夫里及其附近的共132个市镇是香槟沙隆国家宪兵队（zone gendarmerie de Châlons-en-Champagne）的管辖范围。2020年，该宪兵队累计记录各类案件1,478起，其中盗窃类案件685起，经济类案件234起，毒品交易类案件51起。

## 文化

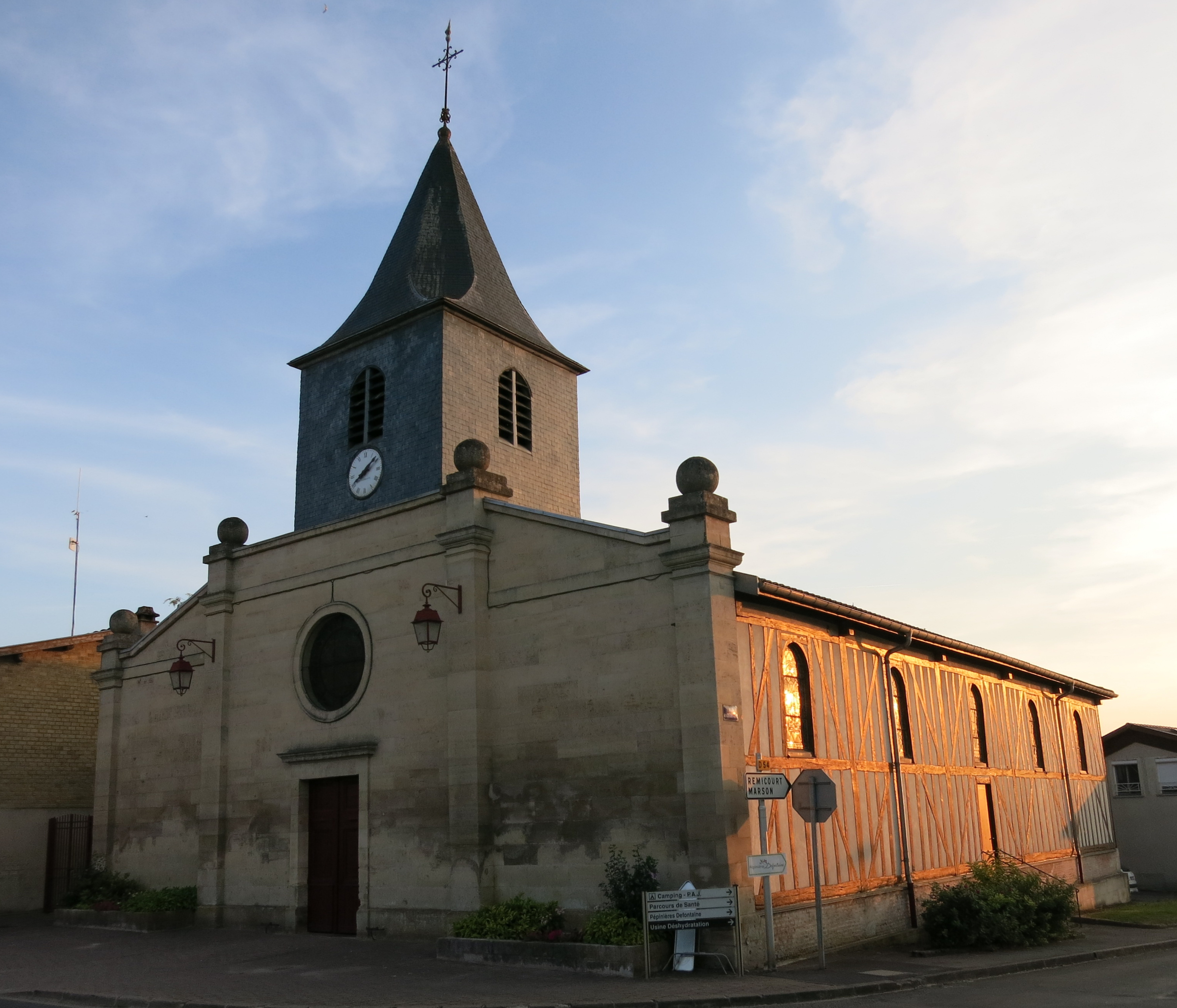
圣洛朗教堂

2021年，阿戈讷地区日夫里境内暂无任何文化设施。

### 建筑
阿戈讷地区日夫里境内有多处历史建筑，其中镇中心的圣洛朗教堂（Église Saint-Laurent Givry-en-Argonne）等是当地的地标性建筑物。

### 旅游
阿戈讷地区日夫里的旅游事务由其所属的香槟阿戈讷市镇公共社区负责。2023年，阿戈讷地区日夫里境内共有1家酒店共计8间房间；另有1个露营地，可容纳共34辆露营车。

### 媒体
法国主要的媒体均可在阿戈讷地区日夫里接收，法国电视三台下属的大东部大区频道在部分时段播出阿戈讷地区日夫里所在马恩省的地方新闻。

## 相关人物
法国政治家夏尔-弗朗索瓦·德拉克鲁瓦出生于阿戈讷地区日夫里。

## 友好城市
截至2023年10月，阿戈讷地区日夫里暂未建立任何友好城市关系。